# Setha M. Low
Setha M. Low (* 14. März 1948) ist eine US-amerikanische Anthropologin und Professorin an der City University of New York (CUNY). Sie amtierte 2007–2009 als Präsidentin der American Anthropological Association (AAA).

## Leben
Low machte ihr Bachelor-Examen in Psychologie und Humanbiologie am Pitzer College in Claremont und den Master-Abschluss in Anthropologie an der University of California, Berkeley, wo sie auch zur Ph.D. (Anthropologie) promoviert wurde. Ihre akademische Karriere begann sie als Assistant Professor und dann Associate Professor für Landschafts- und Regionalplanung und Anthropologie an der University of Pennsylvania. Seit 1994 ist sie an der CUNY, seit 2005 als Professorin.
Für ihre ethnografischen Forschungen über den öffentlichen Raum in Lateinamerika und den USA wurde sie mit einem Getty Fellowship, einem NEH Fellowship, einem Fulbright Senior Fellowship und einem Guggenheim Fellowship ausgezeichnet.

## Schriften (Auswahl)
- Why public space matters. Oxford University Press, New York 2023, ISBN 978-0-19-754373-3.
- Spatializing culture. The ethnography of space and place. Routledge, New York 2016, ISBN 978-1-138-94560-9.
- mit Neil Smith: The Politics of Public Space. Routledge, London 2006.
- Behind the gates. Life, security, and the pursuit of happiness in fortress America. Routledge, New York 2003, ISBN 0-415-94438-4.
- On the plaza. The politics of public space and culture. University of Texas Press, Austin 2000, ISBN 0-292-74714-4.
- Culture, politics, and medicine in Costa Rica. An anthropological study of medical change. Redgrave Pub. Co., Bedford Hills 1985, ISBN 0-913178-01-2.